# جيمس د. بلاك
جيمس د. بلاك (بالإنجليزية: James D. Black)‏ هو محامي وسياسي أمريكي، ولد في 24 سبتمبر 1849 في مقاطعة نوكس في الولايات المتحدة، وتوفي في 5 أغسطس 1938 في باربورفيل في الولايات المتحدة بسبب ذات الرئة. حزبياً، نشط في الحزب الديمقراطي. وقد انتخب حاكم كنتاكي ‏ (19 مايو 1919 – 9 ديسمبر 1919).